# Sahara Occidentale
Il Sahara Occidentale (in arabo الصحراء الغربية, aṣ-Ṣaḥrāʾ al-Ġarbiyya; in berbero  ⵜⴰⵏⴻⵥⵕⵓⴼⵜ ⵜⵓⵜⵔⵉⵎⵜ, Taneẓṛuft Tutrimt; in spagnolo e in francese Sahara Occidental) è una regione del Nordafrica, ex colonia spagnola, il cui territorio è conteso tra il Marocco (ne fanno parte 3 delle 12 regioni del paese) e il Fronte Polisario. Quest'ultimo ne ha dichiarato l'indipendenza proclamando la Repubblica Democratica Araba dei Sahrawi.

## Geografia
Il Sahara occidentale si trova sulla costa nord-occidentale dell'Africa occidentale ed è bagnato dall'oceano Atlantico a nord-ovest, confina con il Marocco a nord e a nord-est, con l'Algeria a est e a nord-est e con la Mauritania a est e a sud.
Il territorio del Sahara Occidentale è per la maggior parte desertico o semidesertico con ampie aree di superfici rocciose o sabbiose e presenta, soprattutto a nord, alcune piccole montagne che raggiungono i 600 metri sul lato orientale.

### Caratteristiche del suolo
L'uso del suolo è il seguente:
- seminativi: 0%
- coltivazioni permanenti: 0%
- pascoli permanenti: 19%
- foreste e terreno boscoso: 0%
- altri: 81%

#### Fauna
All'estremo sud del paese, a La Guera, si segnala la più folta colonia al mondo di foche monache.

### Le coltivazioni
Nel Sahara Occidentale ci sono gravi problemi di irrigazioni, per questo motivo le coltivazioni sono quasi assenti.

## Storia
L'arrivo dell'islam nell'VIII secolo fu molto importante nello sviluppo della regione del Maghreb. Il commercio si sviluppò ulteriormente, il territorio può essere stato una rotta commerciale, specialmente tra Marrakech e Timbuctù. 
Nell'XI secolo gli arabi Maqil (meno di 200 individui) si stabilirono nel Marocco (principalmente nella valle del fiume Draa, tra il fiume Muluia, Tafilalet e Taourirt). Verso la fine del Califfato Almohadi, i Beni-Hassan, una sub-tribù dei Maqil, furono chiamati dai governanti locali del Sous per reprimere una ribellione. Si stabilirono nel Ksar e controllarono città come Taroudant. Durante la dinastia dei Merinidi, i Beni-Hassan si ribellarono, ma furono sconfitti dal sultano e scapparono oltre il fiume Saguia el-Hamra.
Il Sahara Occidentale fu una colonia spagnola con il nome di "Sahara spagnolo" dal 1884.
Nel 1934 fu creata l'amministrazione del Sahara Spagnolo, che fu così diviso dai territori denominati Marocco spagnolo, un protettorato costituito dalla parte nord del paese più le varie enclavi inserite sulla costa, distinto dalla zona controllata dai francesi. I confini interni furono definiti lungo il XX secolo delimitando chiaramente il confine a nord col Marocco, con l'Algeria a nord-est e con la Mauritania a est e a sud.
Nel 1957 il Marocco invase l'enclave spagnola di Sidi-Ifni, chiamata dalla Spagna guerra dimenticata (guerra di Ifni), ma fu sconfitto alla fine da un contingente spagnolo e francese. Riuscì comunque ad ottenere la cessione del territorio del Capo Juby. Nasce nel 1958 la Provincia spagnola del Sahara, 51ª provincia spagnola, dall'unione dei territori di Saguía el Hamra e Río de Oro, e nel 1960 si tennero le prime elezioni locali.
Nel 1967 vi fu una rottura nel percorso Saharawi verso l'indipendenza che si era indirizzato precedentemente su un percorso politico ed essenzialmente non violento. Il momento della rottura fu rappresentato da un evento chiamato l'Intifada di Zemla, che provocò la reazione spagnola. 
Nel 1973 venne fondato, sulla continuazione di un movimento precedente, il Fronte Polisario guidato da El-Ouali che iniziò subito la lotta armata, dapprima contro gli spagnoli e successivamente contro i marocchini e i mauritani.
Il 14 novembre 1975 la Spagna, dopo la Marcia verde effettuata dal Marocco, firmò gli accordi di Madrid e nel febbraio 1976 lasciò il possedimento.
Così il territorio fu inizialmente spartito tra il Marocco (che annesse la regione settentrionale nota come Saguia el Hamra e parte della regione meridionale nota come Tiris al-Gharbiyya) e la Mauritania (che annesse la parte meridionale del Tiris el Gharbia).
Contemporaneamente il 27 febbraio 1976 fu proclamata la Repubblica Democratica Araba dei Sahrawi dal Fronte Polisario guidato da Mohamed Lamine Ould Ahmed e sostenuta dall'Algeria. Furono avviate relazioni diplomatiche con diversi stati - principalmente africani e sudamericani - e riconosciuta dall'Unione africana diventandone membro, ma non dalla Lega araba (che non riconosce né il Fronte Polisario né la RADS) e dall'ONU, che ha inserito il territorio nella Lista dei territori non autonomi nel 1963 grazie alla domanda presentata dal Marocco contro l'occupazione spagnola del Sahara occidentale, Ifni e Tarfaya.

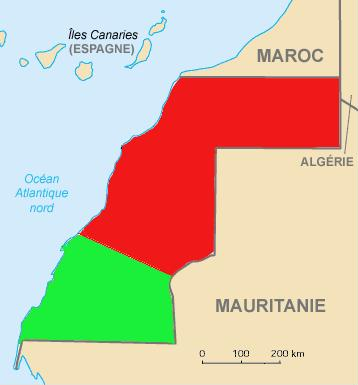
La spartizione del Sahara occidentale nel 1975 tra Marocco (rosso) e Mauritania (verde)

Nel periodo 1976-1979, la Mauritania esercitò la propria sovranità sul Tiris el Gharbia, ma, a fronte dei problemi procurati dalla guerriglia, nel 1979 rinunciò alla sovranità su detto territorio, che fu annesso dal Marocco (militarmente più forte e in grado di respingere la guerriglia), andando a costituire la nuova provincia denominata Oued ed-Dahab, controllando la quasi totalità del paese. 

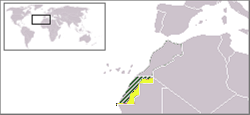
Il Marocco domina la maggior parte del territorio (in colore scuro), mentre il Fronte Polisario controlla una zona dell'entroterra, al confine meridionale con la Mauritania (in giallo)

La lunga guerriglia contro il Marocco è terminata con il cessate il fuoco del 1991, in cambio della promessa di celebrare un referendum sullo statuto definitivo del Sahara Occidentale deciso dall'ONU nel gennaio 1992. Il referendum non si è tuttavia ancora tenuto e nel 2004 la durata della missione ONU (MINURSO) nel paese è stata prorogata per consentire l'esame di una nuova proposta di pace, che prevedeva un referendum entro cinque anni, durante i quali l'area sarebbe stata soggetta a una "Autorità del Sahara Occidentale" guidata da un esecutivo eletto dalla popolazione sahrawi.
Nell'aprile 2007 l'ONU ha ribadito l'impegno a favore di una soluzione politica definitiva, che tuttavia non è stata ancora concordata tra le parti.
L'unico censimento condotto nel 1974 dalla Spagna fissa il numero dei sahrawi (gli abitanti del Sahara Occidentale) in 74 902, mentre il censimento effettuato dall'ONU in vista del futuro referendum fissava, nel 2000, gli aventi diritto al voto in circa 84 200.
Il Sahara Occidentale è nella lista delle Nazioni Unite dei territori non autonomi. All'ONU il Sahara Occidentale detiene un posto di osservatore.
Nel dicembre 2020, gli Stati Uniti, guidati dal presidente Donald Trump, hanno riconosciuto la sovranità del Marocco sul Sahara Occidentale come parte di un accordo che mirava a normalizzare le relazioni diplomatiche tra Marocco e Israele. 
A distanza di circa tre anni, nel luglio 2023, anche Israele ha deciso di riconoscere ufficialmente la sovranità del Marocco sul Sahara Occidentale. La decisione israeliana è stata confermata con una lettera inviata dal primo ministro Benjamin Netanyahu al re Mohammed VI, e Israele  ha inoltre annunciato l’intenzione di aprire un consolato nella città di Dakhla.
 Agli Stati Uniti e Israele si unisce la Francia nel 2024 su iniziativa di Emmanuel Macron
La Spagna invece ha dichiarato che sostiene la proposta marocchina di autonomia per il Sahara Occidentale, considerandola una "base seria e credibile" per risolvere la disputa, il che ha migliorato i rapporti con il Marocco. 
Anche la Germania appoggia l'iniziativa di autonomia marocchina, riconoscendola come una soluzione praticabile, ma mantiene una posizione più prudente e diplomatica rispetto alla Spagna 

## Politica

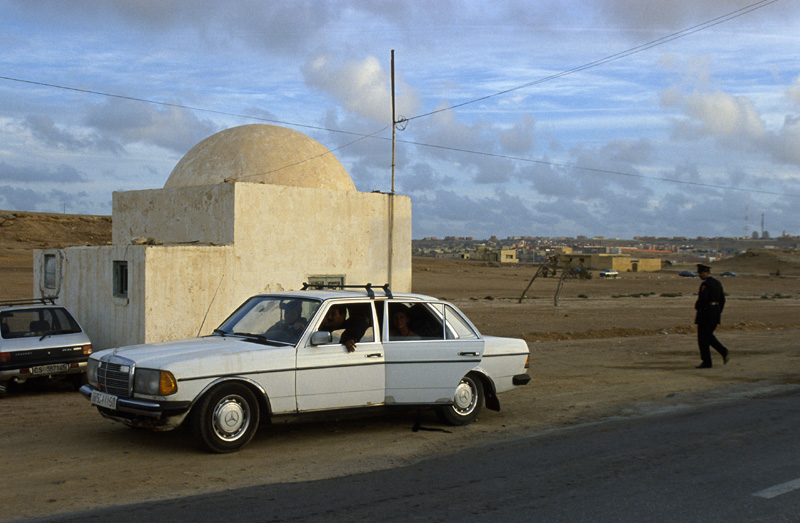
Un posto di blocco della polizia alla periferia di El Aaiún

La sovranità sul Sahara Occidentale è contesa tra il Marocco e il Fronte Polisario e il suo status giuridico rimane irrisolto. Le Nazioni Unite lo considerano un "territorio non autonomo".

Il Sahara occidentale, con in giallo la parte controllata dal Polisario

Il territorio del Sahara Occidentale è diviso in diverse province che sono trattate dallo Stato marocchino come parti integranti del regno. Il governo marocchino sovvenziona le province sahariane sotto il suo controllo con carburante a basso costo e sussidi vari, per placare il dissenso nazionalista e attrarre immigrati dal resto del Paese.
Il governo in esilio dell'autoproclamata Repubblica Araba Saharawi (RASD) è una repubblica parlamentare e presidenziale con partito unico, ma secondo la sua costituzione è previsto un passaggio ad un sistema multi-partitico al raggiungimento dell'indipendenza. Attualmente ha la sede presso il campo profughi di Tindouf in Algeria. Esso controlla anche la parte del Sahara occidentale a est del muro marocchino.

## Suddivisione amministrativa

### Repubblica Democratica Araba dei Sahrawi

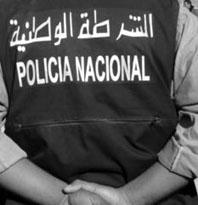
Polizia della Repubblica Araba dei Sahrawi

- Wilayah: Province del Sahara Occidentale
- Daerah: Distretti del Sahara Occidentale

### Regioni e province dello Stato marocchino
Il Sahara Occidentale è suddiviso in tre regioni e sette province:
- Regione di Guelmim-Oued Noun
  - Assa-Zag
- Regione di Laâyoune-Sakia El Hamra
  - Boujdour
  - Es Semara
  - Laâyoune
  - Tarfaya
- Regione di Dakhla-Oued Ed-Dahab
  - Aousserd
  - Oued Eddahab

## Economia
La principale risorsa economica del Sahara Occidentale, oltre alla pesca e alla pastorizia nomade, è l'estrazione di fosfati, di cui il sottosuolo è ricco. La principale miniera, a cielo aperto, è a Bou Craa e collegata al mare, per il trasporto marittimo, con un nastro trasportatore della lunghezza di circa 100 km che è il più lungo al mondo. La miniera, la più vasta del mondo su una superficie di 250 km², è al centro di una vasta regione stimata in 1 200 km². Il minerale estratto ha una densità pari all'85% di fosfato di calcio. Questa, come tutte le altre attività economiche e commerciali, è controllata dal Marocco (che è, con la produzione del Sahara Occidentale, il secondo produttore mondiale di fosfati). Le Nazioni Unite hanno ribadito l'illegalità dello sfruttamento delle risorse naturali del Sahara Occidentale da parte del Marocco. Vengono stimate importanti riserve petrolifere e di gas, il cui sfruttamento è bloccato da decisioni delle Nazioni Unite che consigliano di fermarsi alla fase della ricerca.